# Cotinga nattererii
Cotinga nattererii е вид птица от семейство Cotingidae.

## Разпространение
Видът е разпространен в Колумбия, Еквадор, Панама и Венецуела.